# 埃尔登
埃尔登是德国莱茵兰-普法尔茨州的一个市镇。总面积3.69平方公里，总人口377人，其中男性186人，女性191人（2011年12月31日），人口密度102人/平方公里。